# Basler Beiträge zur Ethnologie
Die Basler Beiträge zur Ethnologie sind eine vom Ethnologischen Seminar der Universität Basel und dem Museum der Kulturen Basel herausgegebene ethnologische Publikationsreihe. Die Reihe erschien von 1964 bis ins Jahr 2001. Ein Teil der Bücher der Reihe ist online digitalisiert zugänglich. Die folgende Übersicht erhebt keinen Anspruch auf Aktualität oder Vollständigkeit:

## Übersicht
- 1 Carl August Schmitz: Grundformen der Verwandtschaft. Pharos-Verlag, 1964, 134 S. Bd. 1, ohne ISBN.
- 2 Carl August Schmitz, Robert Wildhaber (Hrsg.): Festschrift Alfred Bühler. Pharos-Verlag, 1965, 466 S. Bd. 2, ohne ISBN.
- 3 Peter Weidkuhn: Aggressivität. Ritus Säkularisierung. Pharos-Verlag Hansrudolf Schwabe, 1965, 143 S. Bd. 3, ohne ISBN.
- 4 Reimar Schefold: Versuch einer Stylanalyse der Aufhängehaken vom Mittleren Sepik in Neu-Guinea. Pharos-Verlag Hansrudolf Schwabe, 1966, 304 S.: Ill.; 24 cm Bd. 4, ohne ISBN.
- 5 Conrad Koch: La Colonia Tovar. Geschichte und Kultur einer alemannischen Siedlung in Venezuela. Pharos Verlag, 1969, 336 S. Bd. 5, ohne ISBN.
- 6 Marie-Louise Nabholz-Kartaschoff: Ikatgewebe aus Nord- und Südeuropa. Pharos-Verlag, 1969, 286 S., Bd. 6, ohne ISBN.
- 7 Stephan Albert Gasser: Das Töpferhandwerk von Indonesien. Pharos-Verlag, 1969: Schwabe, 171 S. Bd. 7, ohne ISBN.
- 8 Noa Vera Zanolli: Education toward Development in Tanzania. Pharos Verlag Hansrudolf Schwabe, 1971, 386 S. Bd. 8, ohne ISBN.
- 10 Matthias Samuel Laubscher: Schöpfungsmythik ostindonesischer Ethnien: Eine Literaturstudie über die Entstehung der Welt und die Herkunft der Menschen. Pharos-Verlag, 1971, 249 S., Bd. 10, ohne ISBN.
- 11 Rita Peterli: Die Kultur eines Bariba-Dorfes im Norden von Dahome. Pharos Verlag, 1971, 101 S. Bd. 11., ohne ISBN.
- 12 Christian Kaufmann: Das Töpferhandwerk der Kwoma. Pharos Verlag, 1972, Schwabe, 265 S., Bd. 12, ohne ISBN.

- 15 Reinhard-Johannes Moser: Die Ikattechnik in Aleppo. Pharos-Verlag: Schwabe, 1974, 146 S. Bd. 15, ohne ISBN.
- 16 Alfred  Bühler, Eberhard Fischer: Musterung von Stoffen mit Hilfe von Pressschablonen. Zur Deutung der hölzernen Druckblöcke im Calico Museum of Textiles in Ahmedabad, Indien. Bd. 16, 1974. 112 S., 72 Abb. ohne ISBN.
- 17 Ruth Vermot-Mangold: Die Rolle der Frau bei den Kabre in Nord-Togo. Bd. 17, 1977. 253 S. ohne ISBN.
- 18 Brigitta Hauser-Schäublin: Frauen in Kararau. Zur Rolle der Frau bei den Iatmul am Mittelsepik, Papua New Guinea. Bd. 18, 1977. 290 S., Ill., Ktn., Tab., broschiert, ohne ISBN.
- 19 Markus Schindlbeck: Sago bei den Sawos (Mittelsepik, Papua New Guinea) Untersuchungen über die Bedeutung von Sago in Wirtschaft, Sozialordnung und Religion. Bd. 19, 1980. 566 S. ISBN nicht vorhanden
- 20 Gera van der Weijden: Indonesische Reisrituale. Bd. 20, 1981. 249 S. ohne ISBN.
- 21 Florence Weiss: Kinder schildern ihren Alltag. Die Stellung des Kindes im ökonomischen System einer Dorfgemeinschaft in Papua New Guinea (Palimbei, Iatmul, Mittelsepik). Bd. 21, 1981. 399 S. 61 Abb., Zeichnungen, ohne ISBN.
- 22 Jürg Wassmann: Der Gesang an den Fliegenden Hund. Untersuchungen zu den totemistischen Gesängen und geheimen Namen des Dorfes Kandingei am Mittelsepik (Papua New Guinea) anhand der „kirugu“-Knotenschnüre. Bd. 22, 1982. 479 S. mit zahlreichen Ill. ohne ISBN.
- 23 Milan Stanek: Sozialordnung und Mythik in Palimbei. Bausteine zur ganzheitlichen Beschreibung einer Dorfgemeinschaft der Iatmul, East Sepik Province, Papua New Guinea. Bd. 23, 1983. 472 S. ohne ISBN.
- 24 Danker Schaareman: Tatulingga: Tradition and Continuity. An Investigation in Ritual and Social Organization in Bali. Bd. 24, 1986. 190 S. ISBN 3-85977-174-4.
- 25 Bernhard Gardi: Ein Markt wie Mopti. Handwerkkasten und traditionelle Techniken in Mali. Ethnologisches Seminar: Museum für Völkerkunde. Bd. 25, 1985, 387 S. ISBN 3-85977-175-2.
- 26 Beate Engelbrecht: Töpferinnen in Mexiko. Entwicklungsethnologische Untersuchungen zur Produktion und Vermarktung der Töpferei von Patamban und Tzintzuntzan, Michoacan, West-Mexiko. Bd. 26, 1987. 574 S. ISBN 3-85977-176-0.
- 27 Barbara Huber-Greub: Kokospalmenmenschen. Boden und Alltag und ihre Bedeutung im Selbstverständnis der Abelam von Kimbangwa (East Sepik Province, Papua New Guinea). Bd. 27, 1988. 356 S., 31 Taf., zahlreichen Ill., 4 Ktn. ISBN 3-85977-180-9.
- 28 Jürg Wassmann: Der Gesang an das Krokodil. Die rituellen Gesänge des Dorfes Kandingei an Land und Meer, Pflanzen und Tiere (Mittelsepik, Papua New Guinea). Bd. 28, 1988. 676 S., 11 Ktn. ohne ISBN.
- 29 Barbara Lüem: Wir sind wie der Berg, lächelnd aber stark. Eine Studie zur ethnischen Identität der Tenggeresen in Ostjava. Bd. 29, 1988. 243 S., mit zahlreichen Ill. ISBN 3-85977-183-3.
- 30 Beate Engelbrecht, Bernhard Gardi: Man Does Not Go Naked. Textilien und Handwerk aus afrikanischen und anderen Ländern. Mélanges offerts à Renée Boser-Sarivaxévanis. Bd. 30, 1989. 461 S. ISBN 3-85977-182-5.
- 31  Ingrid Bell-Krannhals: Haben um zu geben. Eigentum und Besitz auf den Trobriand-Inseln, Papua New Guinea. Bd. 31, 1991. 331 S., 33 s/w-Fotos, 2 Kt, 15 Taf. ISBN 3-85977-184-1.
- 32 Annemarie Seiler-Baldinger: Systematik der textilen Techniken. Völlig überarbeitete, und erweiterte Ausgabe. Bd. 32, 1991. 290 S., 16 Farbfotos und zahlreiche Zeichnungen. ISBN 3-85977-185-X.
- 33 Christin Kocher Schmid: Of People and Plants. A Botanical Ethnography of Nokopo Village, Madang and Morobe Provinces, Papua New Guinea. Bd. 33, 1991. 336 S., 10 s/w-Fotos, 4 Kt., 9 Taf. ISBN 3-85977-187-6.
- 34 Birgit Obrist van Eeuwijk: Small but Strong. Cultural Contexts of (Mal-)Nutrition among the Northern Kwanga (East Sepik Province, Papua New Guinea). Bd. 34, 1992. 281 S., 30 Abb., 3 Ktn. ISBN 3-85977-188-4.
- 35 Verena Keck: Falsch gehandelt -schwer erkrankt. Kranksein bei den Yupno in Papua New Guinea aus ethnologischer und biomedizinischer Sicht. Bd. 35, 1991. 381 S., 2 Faltkt., 24 Farb-, 3 s/w-Fotos. ISBN 3-85977-189-2.
- 36 Jürg Schmid, Christin Kocher Schmid: Söhne des Krokodils. Männerhausrituale und Initiation in Yensan, Zentral-Iatmul, East Sepik Province, Papua New Guinea. Bd. 36. 1992. 321 S., 2 Ktn. ISBN 3-85977-190-6.
- 37  Brigitta Hauser-Schäublin (Hrsg.): Geschichten und mündliche Überlieferung in Ozeanien. Meinhard Schuster gewidmet. Mitarb.: Wolfgang Marschall, Regina Pinks. Bd. 37, 1994. 391 S., 10 Ktn., 23 s/w-Fotos. ISBN 3-85977-191-4.
- 38 Lilo Roost Vischer: Mütter zwischen Herd und Markt. Das Verhältnis von Mutterschaft, sozialer Elternschaft und Frauenarbeit bei den Moose (Mossi) in Ouagadougou/Burkina Faso. Bd. 38, 1997. 266 S. ISBN 3-85977-199-X.
- 39 Andrea E. Schmidt: Paul Wirz: Ein Wanderer auf der Suche nach der „wahren Natur“. Bd. 39, 1998. 351 S. ISBN 3-85977-230-9.
- 40 Nigel A. Stephenson: Kastom or komuniti. A study of social process and change among the Wam people, East Sepik province, Papua New Guinea. Bd. 40, 2001. 460 S. ISBN 3-85977-202-3.
- 41 Peter Van Eeuwijk: Diese Krankheit passt nicht zum Doktor. Medizinethnologische Untersuchungen bei den Minahasa (Nord-Sulawesi, Indonesien). Bd. 41, 1999. 296 S., Ill. ISBN 3-85977-203-1.